# Wikipedia serbsko-chorwacka
Wikipedia serbsko-chorwacka (serb.-chorw. Wikipedija na srpskohrvatskom jeziku) – edycja Wikipedii w języku serbsko-chorwackim. Liczy ponad 196 tysięcy artykułów (stan na 1 lipca 2014). Strona główna jest równolegle redagowana w alfabecie łacińskim, jak i w cyrylicy, natomiast artykuły są pisane w alfabecie łacińskim.
Równolegle do Wikipedii w języku serbsko-chorwackim funkcjonują odrębne:
- Wikipedia bośniackojęzyczna
- Wikipedia chorwackojęzyczna
- Wikipedia serbskojęzyczna

Oprócz tych trzech w Inkubatorze funkcjonuje ponadto próbna Wikipedia czarnogórskojęzyczna.